# Kalmar HC
Kalmar HC, Kalmar Hockey Club, (KHC), är en ishockeyförening i Kalmar, Sverige.
Ishockey har spelats i Kalmar sedan 1940-talet, men år 2000 gick den gamla klubben med namnet Kalmar HC i konkurs efter flera års kamp med ekonomin. Efter konkursen bildades två nya hockeyföreningar i Kalmar: IF Kalmar Hockey (2000) och Kalmar Knights IF (2001). Den senare klubben uppgick i den första 2008 och 2012 tog man namnet Kalmar HC. Förutom A-laget har man damlag, ett juniorlag, flera ungdomslag samt hockey- och skridskoskola. A-laget, som oftast spelat i division 3, spelade sig upp till Hockeyettan inför säsongen 2018/2019. Efter att Kristianstads IK degraderats av ekonomiska skäl erbjöds KHC deras plats i Hockeyallsvenskan fr.o.m. säsongen 2023/2024.
Noterbara herrspelare som har Kalmar HC som moderklubb är Markus Svensson och Johannes Jönsson som återfinns i SHL respektive Hockeyallsvenskan inför säsongen 2019/2020.
Klubbens avancemang till Hockeyettan och ambitionerna om fortsatt avancemang möjliggjordes genom ett sponsoravtal med Kambua International. Redan från starten ifrågasattes Kambua och VD:n Stefan Sandströms seriositet. I maj 2020 greps Stefan Sandström av polisen misstänkt för flera grova brott (men släpptes snart igen). I samband med detta gick Kalmar HC ut med ett pressmeddelande där de erkände att de hade en ekonomiskt pressad situation, men att de inte tänkte förnya samarbetet med Kambua. I juli 2023 dömdes Sandström till fängelse för sitt bedrägeri.

## Spelare

### Nuvarande trupp
Uppdaterad 10 augusti 2025.
| Nr | Nat  | Spelare            | Pos   | S/H | Ålder | Värvad | Födelseort            |
| -- | ---- | ------------------ | ----- | --- | ----- | ------ | --------------------- |
| 17 | SVE  | Tobias Abrahamsson | B     | L   | 21    | 2025   | Jönköping, Sverige    |
| 48 | EST  | Nikita Antonov     | RW    | L   | 18    | 2025   | Tallinn, Estland      |
| 5  | SVE  | Tobias Aronsson    | B     | L   | 26    | 2025   | Umeå, Sverige         |
| 65 | SVE  | Jacob Crespin      | M     | L   | 26    | 2024   | Ängelholm, Sverige    |
| 14 | CAN  | George Diaco       | C     | L   | 23    | 2025   | London, Kanada        |
| 4  | CAN  | Peter DiLiberatore | B     | L   | 25    | 2025   | Halifax, Kanada       |
| 43 | SVE  | William Eckmyhl    | B     | L   | 25    | 2024   | Sundsvall, Sverige    |
| 50 | SVE  | Elliot Ekmark      | C     | L   | 23    | 2025   | Linköping, Sverige    |
| 63 | CAN  | Matt Fonteyne      | C     | L   | 27    | 2024   | Wetaskiwin, Kanada    |
| 8  | USA  | Clay Hanus         | B     | L   | 24    | 2025   | Minnetonka, USA       |
| 33 | CZE  | Jakub Hasek        | B     | L   | 19    | 2025   | Tjeckien              |
| 90 | CAN  | Liam Hawel         | C/RW  | R   | 26    | 2025   | Kanata, Kanada        |
| 77 | SVE  | Ludvig Jardeskog   | B     | L   | 30    | 2024   | Kristianstad, Sverige |
| 73 | SVE  | Valdemar Johansson | C/LW  | L   | 22    | 2024   | Bälinge, Sverige      |
| 15 | SVE  | Carl-Johan Lerby   | B     | L   | 28    | 2024   | Trelleborg, Sverige   |
| 68 | SVE  | Eddie Levin        |       | L   | 25    | 2025   | Sverige               |
| 18 | SVE  | Jesper Lindén      | RW/LW | R   | 27    | 2025   | Stockholm, Sverige    |
| 31 | SVE  | Carl Malmqvist     | M     | L   | 23    | 2025   | Sverige               |
| 27 | HUN  | Henrik Nilsson (C) | B     | R   | 34    | 2024   | Stockholm, Sverige    |
| 71 | SVE  | Gabriel Olsson (A) | RW    | R   | 27    | 2020   | Växjö, Sverige        |
| 94 | SVE  | Albin Storm        | C/LW  | L   | 28    | 2025   | Lidköping, Sverige    |
| 21 | CAN  | Matthew Struthers  | F     | L   | 25    | 2024   | London, Kanada        |
| 19 | USA  | A. J. Vanderbeck   | RW    | R   | 27    | 2023   | Monument, USA         |
| 91 | SVE  | Arvid Westlin      |       | L   | 19    | 2025   | Katrineholm, Sverige  |
| 22 | SVE  | Gustaf Westlund    |       | L   | 27    | 2025   | Paris, Frankrike      |
| 11 | SVE  | Mattias Wigley     | C/LW  | L   | 31    | 2024   | Huddinge, Sverige     |

## Säsonger
| Säsong    | Division            | Placering | Vårserie/Playoff              | Playoff/Kval                                                                 |
| --------- | ------------------- | --------- | ----------------------------- | ---------------------------------------------------------------------------- |
| 2014/2015 | Hockeytrean Södra E | 1         | 5:a i Alltrean Södra B        |                                                                              |
| 2015/2016 | Hockeytrean Södra E | 1         | 1:a i Alltrean Södra B        | 1:a i Kvalserie D till Hockeytvåan, uppflyttade                              |
| 2016/2017 | Hockeytvåan Södra B | 6         | 1:a i Hockeytvåan Södra B vår | Vinner mot Mörrums GoIS IK i Playoff 4:a i Kvalserien till Södra Hockeyettan |
| 2017/2018 | Hockeytvåan Södra B | 2         | 1:a i Alltvåan Södra          | Vinner mot Bäcken HC i Playoff 1:a i Kvalserien Södra, uppflyttade           |
| 2018/2019 | Hockeyettan Södra   | 8         | 1:a i Vårettan Södra          | Utslagna av Huddinge IK i Playoff 1                                          |
| 2019/2020 | Hockeyettan Södra   | 6         | 2:a i Vårettan                |                                                                              |
| 2020/2021 | Hockeyettan Södra   | 9         | 2:a i Vårettan                |                                                                              |
| 2021/2022 | Hockeyettan Södra   | 1         | 2:a i Allettan Södra          | Slutspel: Utslagna av Halmstad                                               |
| 2022/2023 | Hockeyettan Södra   | 1         | 1:a i Allettan Södra          | Slutspel: Besegrar Sundsvall, 2:a i kvalserien, uppflyttade                  |
| 2023/2024 | Hockeyallsvenskan   | 10        |                               | Slutspel: Utslagna av Karlskoga                                              |
| 2024/2025 | Hockeyallsvenskan   | 6         |                               | Slutspel: Utslagna av Södertälje                                             |

Anmärkningar
1. ↑  Efter färdigspelad säsong 2022/23 erbjöds Kalmar HC att ersätta degraderade Kristianstads IK i Hockeyallsvenskan.

## Fotnoter
1. ↑  ”Våra lag”. Kalmar HC. https://www.kalmarhockey.com/kalmarhc/lag. Läst 26 december 2017.
2. ↑  Carl Wickström (2 april 2018). ”Kalmar HC klart för Hockeyettan”. SR P4 Kalmar. http://sverigesradio.se/sida/artikel.aspx?programid=86&artikel=6922883. Läst 25 april 2018.
3. ↑  Henrik Eriksson (2 april 2018). ”Överlägset Kalmar HC klart för Hockeyettan”. Barometern. http://www.barometern.se/sport/overlagset-kalmar-hc-klart-for-hockeyettan/. Läst 3 april 2018.
4. ↑  Hanna Thulin (25 september 2017). ”Kalmar HC ingår sponsoravtal för miljonbelopp”. 24Kalmar. Arkiverad från originalet den 26 oktober 2017. https://web.archive.org/web/20171026214604/http://24kalmar.se/2017/09/25/kalmar-hc-ingar-sponsoravtal-med-miljonbelopp/. Läst 10 maj 2020.
5. ↑  Markus Norin & Fredrik Björkman (19 oktober 2017). ”Ett hundratal hälsingar har placerat pengar i misstänkt bluff – därför ska Kambua granskas”. Hela Hälsingland. https://www.helahalsingland.se/artikel/ett-hundratal-halsingar-har-placerat-pengar-i-misstankt-bluff-darfor-ska-kambua-granskas. Läst 10 maj 2020.
6. ↑  Hans Bolander (9 maj 2020). ”Vadslagningsbolaget Kambuas vd gripen – misstänkt för grova brott”. Dagens industri. https://www.di.se/nyheter/vadslagningsbolaget-kambuas-gripen-misstankt-for-grova-brott/. Läst 10 maj 2020.
7. ↑  Hans Bolander (11 maj 2020). ”Vadhållningsbolagets vd släpptes av tingsrätten”. Dagens industri. https://www.di.se/nyheter/vadhallningsbolagets-vd-slapptes-av-tingsratten/. Läst 11 mars 2023.
8. ↑  Jesper Hallberg (9 maj 2020). ”Kalmar HC: 'I dagsläget kommer vi inte att förnya samarbetet'”. Barometern OT. https://www.barometern.se/2020-05-09/kalmar-hc-i-dagslaget-kommer-vi-inte-att-fornya-samarbetet/. Läst 10 augusti 2025.
9. ↑  ”Kambuas vd döms till 6,5 års fängelse i Malmö tingsrätt”. SVT. 11 juli 2023. https://www.svt.se/nyheter/lokalt/skane/storbedragare-doms-till-6-ars-fangelse-i-malmo-tingsratt. Läst 15 juli 2023.
10. ↑  ”HockeyTrean Södra E”. Svenska Ishockeyförbundet. http://stats.swehockey.se/ScheduleAndResults/Overview/5064. Läst 31 augusti 2019.
11. ↑  ”AllTrean Södra B”. Svenska Ishockeyförbundet. http://stats.swehockey.se/ScheduleAndResults/Overview/5762. Läst 31 augusti 2019.
12. ↑  ”HockeyTrean Södra E”. Svenska Ishockeyförbundet. https://stats.swehockey.se/ScheduleAndResults/Overview/6269. Läst 31 augusti 2019.
13. ↑  ”AllTrean Södra B”. Svenska Ishockeyförbundet. https://stats.swehockey.se/ScheduleAndResults/Overview/6272. Läst 31 augusti 2019.
14. ↑  ”Kvalserie D till HockeyTvåan”. Svenska Ishockeyförbundet. https://stats.swehockey.se/ScheduleAndResults/Overview/7010. Läst 31 augusti 2019.
15. ↑  ”HockeyTvåan Södra B, Region Syd”. Svenska Ishockeyförbundet. http://stats.swehockey.se/ScheduleAndResults/Overview/7288. Läst 16 mars 2019.
16. ↑  ”HockeyTvåan Södra B vår, Region Syd”. Svenska Ishockeyförbundet. http://stats.swehockey.se/ScheduleAndResults/Overview/7291. Läst 31 augusti 2019.
17. ↑  ”PlayOff inför kval till HockeyEttan, Region Syd”. Svenska Ishockeyförbundet. http://stats.swehockey.se/ScheduleAndResults/Overview/8041. Läst 16 mars 2019.
18. ↑  ”HockeyTvåan Södra B , Region Syd”. Svenska Ishockeyförbundet. http://stats.swehockey.se/ScheduleAndResults/Overview/8236. Läst 16 mars 2019.
19. ↑  ”AllTvåan Södra, Region Syd”. Svenska Ishockeyförbundet. http://stats.swehockey.se/ScheduleAndResults/Overview/8944. Läst 16 mars 2019.
20. ↑  ”PlayOff inför kval till HockeyEttan, Region Syd”. Svenska Ishockeyförbundet. http://stats.swehockey.se/ScheduleAndResults/Overview/9072. Läst 16 mars 2019.